# Jœuf
Jœuf település Franciaországban, Meurthe-et-Moselle megyében. Lakosainak száma 6509 fő (2022. január 1.). Jœuf Montois-la-Montagne, Moyeuvre-Grande, Homécourt és Val de Briey községekkel határos.

## Népesség
A település népességének változása:
| Lakosok száma | 12 305 | 9016 | 7875 | 7048 | 6641 | 6518 | 6549 | 6570 | 6583 | 6509 |
|               | 1968   | 1982 | 1990 | 2006 | 2013 | 2015 | 2017 | 2019 | 2020 | 2022 |